# Chris Finnegan
Chris Finnegan (5 de junho de 1944 – 2 de março de 2009) foi um boxeador britânico, campeão olímpico.

## Carreira
Combinando sua carreira de boxe amador com seu trabalho como carregador de tijolo, Finnegan foi o campeão dos médios ABA em 1966. Ele conquistou a medalha de ouro nos Jogos Olímpicos de Verão de 1968 na Cidade do México, após derrotar o soviético Aleksei Kiselyov na categoria peso médio e consagrar-se campeão.